# Hans Kaufmann (Politiker, 1948)

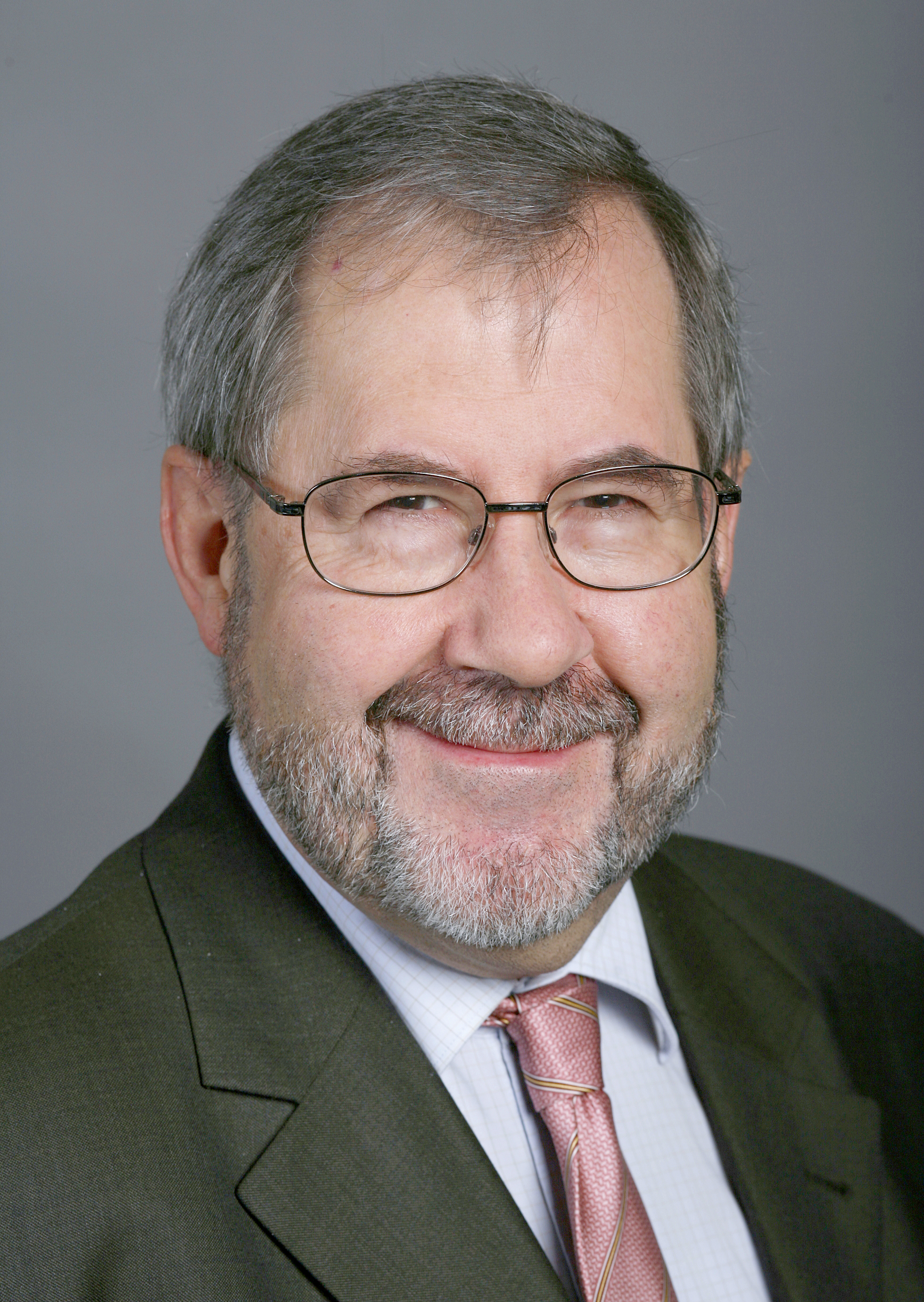
Hans Kaufmann (2007)

Hans Kaufmann (* 13. Juni 1948 in Ettiswil, Kanton Luzern; heimatberechtigt in Ettiswil und Luzern) ist ein Schweizer Politiker (SVP) und Wirtschaftsberater.

## Politische Tätigkeit
Als Vertreter der Schweizerischen Volkspartei (SVP) des Kantons Zürich wurde Hans Kaufmann erstmals bei den Wahlen 1999 in den Nationalrat gewählt. Bei den Nationalratswahlen 2003 wurde Hans Kaufmann mit 123'317 und bei den Wahlen 2007 mit 141'404 Stimmen wiedergewählt. Bei den Wahlen vom 23. Oktober 2011 wurde er im Amt bestätigt. Er war ab 1999 Mitglied der Kommission für Wirtschaft und Abgaben (WAK) und ab 2007 der Delegation EFTA/Europäisches Parlament (ab 2014 als Stellvertreter). Er war von 2001 bis 2007 Mitglied der Finanzkommission (FK) und von 2007 bis 2011 der Kommission für Rechtsfragen, des Weiteren war er von 2003 bis 2007 als Stellvertreter in der Parlamentsdelegation beim Europarat.
Im März 2014 kündigte er seinen Rücktritt auf Anfang Mai 2014 an. Als Hauptgrund nannte er die «wenig erbauliche Zusammenarbeit mit dem Bundesrat und einigen Hinterleuten in Themen, die den Finanzplatz, Steuern und internationale Abkommen betreffen».

## Wirtschaftliche Tätigkeit
2011 wurde er in den Bankrat der Zürcher Kantonalbank gewählt, 2018 schied er altershalber aus diesem Amt, auf ihn folgte Roger Liebi. Hans Kaufmann war zwischen 1999 und 2018 Verwaltungsratspräsident der Kaufmann Research AG. Neben seiner beruflichen Tätigkeit für Kaufmann Research übt Hans Kaufmann verschiedene Beratungs- und Verwaltungsratsmandate, insbesondere im Pensionskassenbereich, aus. Zuvor war er Direktor und Chefökonom der Bank Julius Bär, verantwortlich für die Anlagestrategie Schweiz. Von 1986 bis 1997 leitete er die Abteilung Aktienanalyse Gesellschaften Schweiz. Seine berufliche Ausbildung ergänzte er durch Einsätze bei verschiedenen New Yorker Brokern wie Goldman Sachs, Salomon Brothers und Kidder, Peabody & Co. 1980 trat er bei der Bank Julius Bär ein, nachdem er ab 1974 als Finanzanalyst bei der Zürcher Kantonalbank tätig gewesen war. Hans Kaufmann begann seine Karriere 1973 als Goldminenanalyst in Johannesburg. Er verfügt über ein Lizenziat der Universität Zürich (lic. oec. publ).

## Privatleben
Seit 1976 ist er mit Jana Kaufmann verheiratet, mit welcher er zwei erwachsene Kinder hat. Seit 1994 wohnt und arbeitet Hans Kaufmann in der Gemeinde Wettswil am Albis. Er ist der Neffe des Luzerner Organisten Eduard Kaufmann.